# Kokoreç

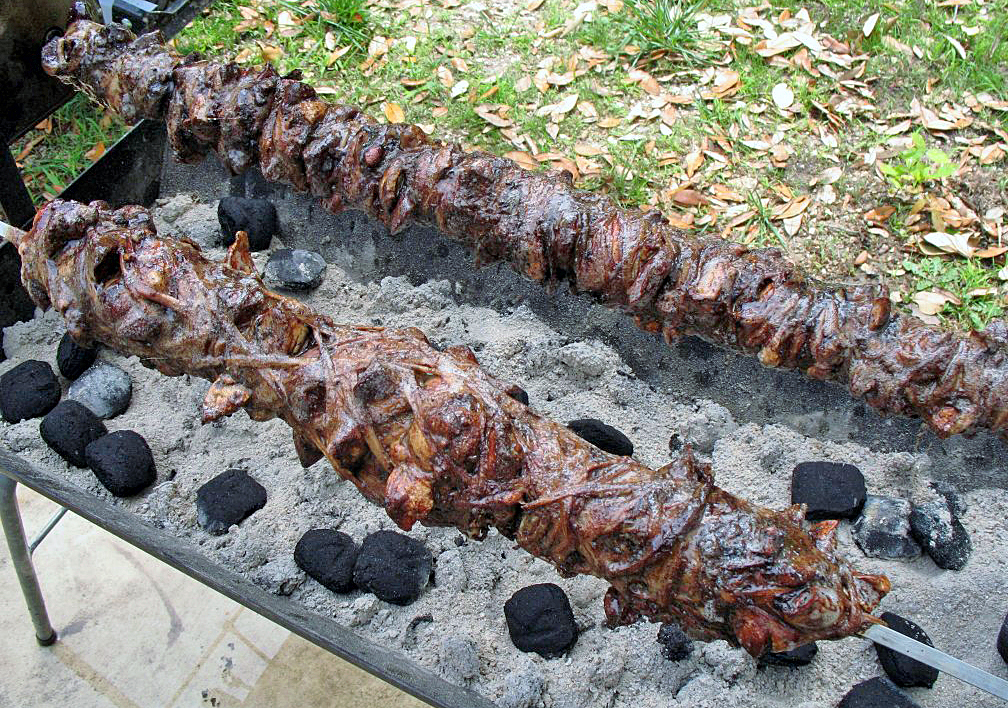
Un asado de "kokoretsi".

El Kokoreç (del idioma turco, denominado κοκορέτσι o kokoretsi en griego) es un plato típico de las cocinas de los Balcanes y que consiste en intestinos de oveja o cordero asados.

## Características
Los intestinos se suelen aderezar con diversas hierbas aromáticas y luego ensartada en un pincho. Por regla general se suelen preparar en un rotisserie que tras cocinado suele acompañarse de un pan plano.

## Variantes

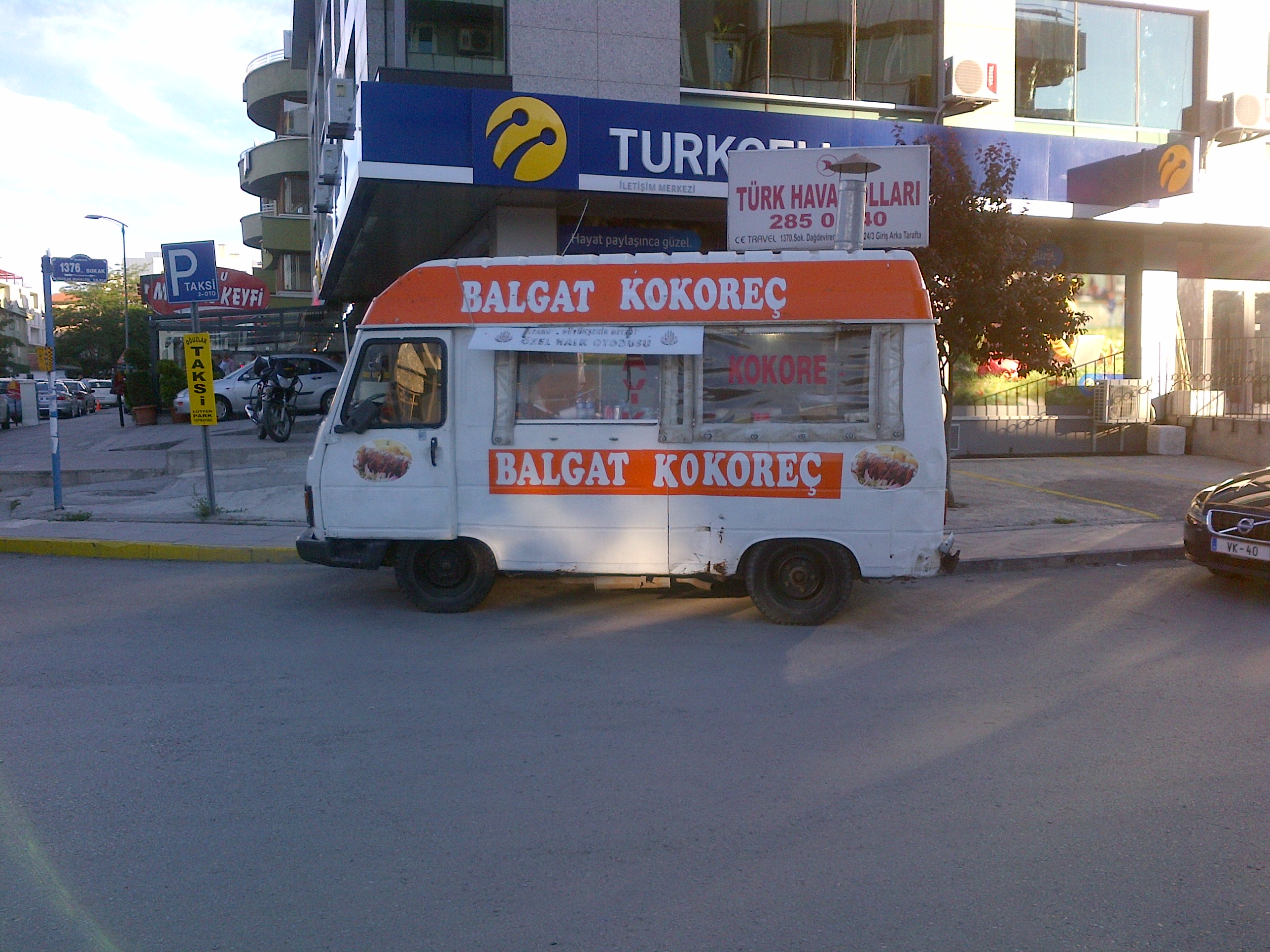
Un "kokoreç van" en la capital turca de Ankara.

En Turquía kokoreç es tanto un plato de "meyhane", y se suele acompañar a cerveza, como también una comida callejera.